# Gabriel Martínez Aguilera
Gabriel "Gabri" Martínez Aguilera (nascut el 22 de gener de 2003) és un futbolista català que juga com a davanter al club portuguès SC Braga.

## Carrera de club
Nascut a Sant Fost de Campsentelles, Catalunya, Martínez es va incorporar a La Masia del FC Barcelona l'any 2012, procedent del CF Martorelles. Després de deixar el Barça el 2016, va jugar durant dos anys al CF Damm abans d'acabar la formació amb el Girona FC.
Martínez va debutar amb el filial el 10 de gener de 2021, jugant els últims 19 minuts d'un empat a casa de Tercera Divisió 0-0 contra el Cerdanyola del Vallès FC. Va debutar amb el primer equip el 22 d'agost, substituint a la segona part del seu company de formació juvenil Gerard Gumbau en un empat 0-0 a casa contra la UD Las Palmas al campionat de Segona Divisió.
El 13 de juliol de 2022, Martínez va ser cedit al CD San Fernando de Primera Federació per a la temporada. El 30 de juny de l'any següent, també va passar al CD Mirandés de segona divisió amb un contracte temporal d'un any.
Martínez va marcar el seu primer gol com a professional el 14 d'agost de 2023, marcant el tercer gol del Mirandés en un gol de 4-0 contra l'AD Alcorcón. Titular habitual, va contribuir amb nou gols en 41 aparicions durant la campanya.
El 28 de juny de 2024, Martínez es va traslladar a l'estranger per primera vegada en la seva carrera, després de signar un contracte de cinc anys amb el SC Braga de la Primeira Liga portuguesa.